# Об'єкт «Буря»
Об'єкт «Буря» або Батарея № 330, 330-й окремий артилерійський баштовий дивізіон — берегова оборонна споруда на мисі Фіолент, побудована в 1946—1952 для прикриття головної бази Чорноморського флоту ВМФ СРСР.

## Опис
До складу комплексу 180-мм берегової батареї № 330 входили:
- Вогнева позиція
- Командний пункт
- Бічний спостережний пункт № 1
- Бічний спостережний пункт № 2
- Бічний спостережний пункт № 3
- Прожекторний пост № 1
- Прожекторний пост № 2

Частини комплексу знаходилися одна від одної на значній відстані. Запасний командний пункт берегової батареї знаходився на мисі Броньовий.
Вогнева напівзакрита позиція була розташована на височини, у відрозі балки Бермана на відстані двох кілометрів на північ від мису Фіолент і була оснащена двома гарматними баштовими установками МБ-2-180, які знаходилися на відстані 364,8 метра один від одного. Башти були розраховані на 408 снарядів бронебійного та осколково-фугасного типу вагою 97 кілограмів та 840 порохових пів зарядів кожна. Неуражений простір вогневої позиції становив близько 7 кілометрів, директриса стрілянини — 270 градусів, дальність стрілянини — 38 кілометрів.
Навколо гнізд гарматних веж було збудовано двоповерхові будівлі. На першому поверсі розташовувалися акумуляторний відсік та зарядні льохи. На другому поверсі розташовувалися снарядний льох; силова станція; десятимісний кубрик особового складу; сховище палива, що складається з двох місткостей об'ємом дві тисячі літрів, а також видатковий бак об'ємом 220 літрів, що давав можливість генератора безперервно працювати протягом шести діб; балони повітря високого тиску; вентиляторна та вхідні протяги з тамбуром. Позаду блоків у заглиблених прибудовах розташовувалися трансформаторна електропідстанція, котельня та гальюн. Дизель-генератор постійного струму виробництва Сполученого Королівства «Ruston and Gornsby» потужністю 90 кВт і напругою 220 вольтів забезпечував можливість автономної роботи батареї. Артезіанська свердловина та підземний резервуар об'ємом 50 кубічних метрів забезпечували блок водою.
Командний пункт був розташований на краю мису Фіолент на відстані 1648 метрів від центру батареї й побудований на місці колишньої чотири орудної 152-мм батареї № 18, матеріали якої використовувалися для будівництва командного пункту. Акт на будівництво командного пункту було підписано 9 листопада 1945 року.
Бічні наглядові пункти у кількості трьох одиниць розташовувалися в районі Мовної балки, на колишньому правому командному пункті батареї № 35, на вершині гори Кая-Баш у Балаклаві, де раніше була батарея № 21. Також було обладнано два прожекторні пости — за 2,5 кілометри на північний захід від мису Фіолент і за 500 метрів на захід від Георгіївського Балаклавського монастира.
Також на батареї використовувалися теплопеленгатори та два стереодальноміри ДМС-8б з базою 8 метрів.
Для військових, що входять до штату батареї, було збудовано військове містечко, яке також з боку Комишової бухти виконувало функцію, що маскує. Для приховання вогневої позиції було висаджено дерева та відсипано ґрунтовий бруствер. На спорудах за допомогою легкознімних каркасів кріпилися маскувальні мережі.
Штат батареї № 330 складався з 12 офіцерів, 73 мічманів, 184 рядових.
Містечко для особового складу і селище, що виникло неподалік, і до цього дня на топокартах зветься «Селище Буря».

## Історія
Після звільнення Севастополя від німецько-румунських військ у 1944 році було розпочато роботи з відновлення берегової оборони. Командувач берегової оборони генерал-майор П. О. Моргунов переконав командування в необхідності зведення на мисі Фіолент нової 180-мм 4-гарматної баштової батареї для прикриття з південно-західного напрямку дальніх підступів до головної бази Чорноморського флоту. Проєктне завдання було розроблене інженером-майором Балицьким.
10 жовтня 1944 року формуляр позиції був узгоджений у Військовій Раді Чорноморського флоту. За завданням восьмого відділу Інженерного управління військово-морського флоту від 19 лютого 1945 був розроблений проєкт, за основу якого використовувався типовий проєкт Центрального проєктного бюро 1941 для автономного гарматного блоку (АОБ) «ТО-110 (р)». Також були здійснені розрахунки компресорної та силової установок, вентиляції та опалення. 25 вересня 1946 року було розпочато будівництво, за яким стежив Петро Олексійович Моргунов. На будівництво було витрачено 16,5 мільйонів карбованців.
17 листопада 1951 року батарея № 330 була перетворена на 330-й окремий артилерійський баштовий дивізіон.
1996 року 330-й окремий артилерійський баштовий дивізіон відійшов Україні.
У 2001 році вогнева позиція була демонтована, а гарматні стволи та баштова броня були здані на металолом. Командний пункт зберігся та використовується Міністерством оборони Російської Федерації.